# Laura Tobón
Laura Tobón Yepes (Bogotá, 5 de enero de 1990) es una presentadora de televisión, modelo y empresaria colombiana.

## Biografía

### Primeros años
Nació el 5 de enero de 1990 en Bogotá y es hija de Jairo Tobón y Gina Yepes. Se graduó del Colegio Andino - Deutsche Schule de Bogotá, en el año 2008 y estudió Comunicación Social con énfasis en Periodismo en la Pontificia Universidad Javeriana de la misma ciudad.

### Vida personal
En 2017 se casó con Álvaro Rodríguez con quien tiene un hijo llamado Lucca quien nació el 29 de diciembre de 2021.

## Trayectoria
Empezó a ejercer su carrera como modelo desde los 15 años, momento en el que realizó su primer casting. Participó en la agencia de modelos RCN Models, donde posteriormente pasó a la agencia Grupo 4, hoy en día modela de forma independiente. Ha participado como modelo en las principales pasarelas del país como Colombia moda, Cali Exposhow, Ixel Moda, entre otras.
En 2011 participó en el concurso Chica E! Colombia, donde quedó de finalista. Posteriormente, fue presentadora del programa de concurso de La Rueda de la Fortuna de RCN Televisión en donde meses después fue presentadora de la sección del entretenimiento de Noticias RCN del mismo canal. 
En 2015, decidió lanzar su línea de vestidos de baño denominados Laura Tobón by Milonga en los que muestra su faceta como diseñadora y empresaria.
En 2016 fue presentadora del Concurso La Voz Teens junto a Karen Martínez. Ese mismo año lanzó su libro La magia está dentro de ti, en donde aborda temas sobre la felicidad y la tranquilidad interior a partir de su historia personal.
En 2017 se convirtió en la presentadora del programa Dile sí al Vestido del canal Discovery Home & Health, 
En 2018, fue modelo del programa La Vuelta al Mundo en 80 Risas y en ese mismo año presentó La Voz Kids, de la tercera temporada, de Caracol Televisión.
En 2023 es la conductora del programa escuela imparable de E! Entertainment que es uno de los primeros, reality de competencia de Latinoamérica de empoderamiento femenino, producido y protagonizado por mujeres emprendedoras.
Luego de su paso por la televisión, decidió abrir su propio canal de YouTube, en donde sube los contenidos que relatan experiencias de su vida personal y profesional.

## Filmografía

### Televisión
| Año       | Título                           | Rol          | Canal                                     | Ref    |
| --------- | -------------------------------- | ------------ | ----------------------------------------- | ------ |
| 2024      | Primate                          | Actriz       | Amazon Prime Video                        | [ 10 ] |
| 2024      | La voz Kids                      | Presentadora | Caracol Televisión                        | [ 11 ] |
| 2023      | La Vuelta al mundo en 80 risas 4 | Presentadora | Caracol Televisión                        | [ 12 ] |
| 2023      | Escuela imparables               | Presentadora | E! Entertainment Televisión Latinoamérica | [ 13 ] |
| 2021      | La Voz Senior                    | Presentadora | Caracol Televisión                        | [ 14 ] |
| 2021      | La voz Kids                      | Presentadora | Caracol Televisión                        | [ 15 ] |
| 2019      | La Vuelta al mundo en 80 risas 2 | Presentadora | Caracol Televisión                        | [ 16 ] |
| 2019      | La voz Kids                      | Presentadora | Caracol Televisión                        | [ 17 ] |
| 2019      | Cámbiame el look                 | Integrante   | E! Entertainment Televisión Latinoamérica | [ 18 ] |
| 2018      | La Vuelta a Rusia en 80 risas 1  | Presentadora | Caracol Televisión                        | [ 19 ] |
| 2018      | La voz Kids                      | Presentadora | Caracol Televisión                        | [ 20 ] |
| 2018      | La Vuelta al mundo en 80 risas 1 | Presentadora | Caracol Televisión                        | [ 21 ] |
| 2017      | Dile sí, al vestido              | Presentadora | Discovery Home & Health                   | [ 22 ] |
| 2016      | La Voz Teens                     | Presentadora | Caracol Televisión                        | [ 23 ] |
| 2014-2016 | Noticias RCN                     | Presentadora | Canal RCN                                 | [ 24 ] |
| 2013-2014 | Estilo RCN                       | Presentadora | Canal RCN                                 | [ 25 ] |
| 2013      | El Ángel de la Calle             | Presentadora | Cablenoticias                             | [ 26 ] |
| 2012-2013 | La Rueda de la Fortuna           | Presentadora | Canal RCN                                 | [ 27 ] |
| 2012      | Nuestra semana, nuestra tele     | Presentadora | Canal RCN                                 | [ 28 ] |
| 2011-2012 | Noticiero CM&                    | Presentadora | Canal 1                                   |        |
| 2011      | Chica E! Colombia                | Participante | E! Entertainment Televisión Latinoamérica | [ 29 ] |

## Premios
En 2016, recibió el premio como mejor presentadora de farándula de los Premios TV y Novelas, premio que ganó nuevamente en 2018.

## Premios y nominaciones
| Año  | Premios            | Categoría                           | Trabajo      | Resultado |
| ---- | ------------------ | ----------------------------------- | ------------ | --------- |
| 2016 | Premios TVyNovelas | Mejor presentadora de Farándula     | Noticias RCN | Ganadora  |
| 2018 | Premios TVyNovelas | Presentadora de variedades Favorita | La Voz Kids  | Ganadora  |